# Цепа
Цепа (рум. Țepa) — село у повіті Вранча в Румунії. Входить до складу комуни Палтін.
Село розташоване на відстані 156 км на північ від Бухареста, 39 км на захід від Фокшан, 111 км на захід від Галаца, 84 км на схід від Брашова.

## Населення
За даними перепису населення 2002 року у селі проживали 159 осіб, усі — румуни. Усі жителі села рідною мовою назвали румунську.